# Hydrocryphaea wardii
Hydrocryphaea wardii är en bladmossart som beskrevs av Hugh Neville Dixon 1931. Hydrocryphaea wardii ingår i släktet Hydrocryphaea och familjen Neckeraceae. Inga underarter finns listade i Catalogue of Life.